# International Auxiliary Language Association
Az International Auxiliary Language Associationt (rövidítve IALA, magyarul: Nemzetközi Segédnyelv Egyesület) 1924-ben Frederick Gardner Cottrell vegyész alapította. Az egyesület egy mindenki számára jól használható, de mégis egyszerű nemzetközi segédnyelv létrehozására született.
Az egyesület működésében számos híres nyelvész is részt vett, mint például Alexander Gode, Ezra Clark Stillman, André Martinet és Otto Jespersen. Az egyesület bőkezű pénzügyi támogatója Alice Vanderbilt Morris volt.
Az IALA célja az volt, hogy kompromisszumot teremtsen a már meglévő mesterséges nyelvek (eszperantó, ido, occidental, novial stb.) között. Később kiderült, hogy ez lehetetlen. Ezért a közreműködők úgy gondolták, hogy a nemzetközi nyelvet nem kell „kitalálni”, mivel ez a nyelv már létezik, jövevény- vagy idegen szavak formájában elrejtve minden modern nyelvben. Ezek a latin vagy görög eredetű szavak főleg az újlatin nyelvekben találhatóak meg, de az angol nyelv közel 75%-a is latin eredetű. Mivel sokan már eleve ismernek e nyelvek közül valamilyen szinten egyet vagy többet, s mivel szavaik egy része más nyelvekbe is eljutott nemzetközi szóként, mondhatjuk, hogy a „nemzetközi nyelv” ismerői közel egymillárdan vannak.
Az IALA végül sokéves munkával megalkotta az interlingva nyelvet, amelynek 1954-ig a támogatója is maradt. Számos rendszeres és időszaki kiadványt publikáltak, melyek mind az interlingva terjesztését segítették elő.
1954-ben az interlingva terjesztését és támogatását átvette a Science Service interlingva divíziója, ezzel együtt az IALA beszüntette a működését.